# Semana Mundial de la Armonía Interconfesional
La Semana Mundial de la Armonía Interconfesional se celebra la primera semana de febrero desde 2011 y fue proclamado por la Asamblea General de las Naciones Unidas en 2010.

## Proclamación
La Semana Mundial de la Armonía Interconfesional fue proclamada por la Asamblea General de las Naciones Unidas el 20 de octubre de 2010, siendo respaldada por 29 países, incluidos Arabia Saudita, Turquía, Rusia y Paraguay, entre otros. Fue una respuesta a una iniciativa presentada por Abdullah II de Jordania y Ghazi bin Muhammad.  Esta proclamación se fundamenta en la necesidad de promover la comprensión y el diálogo entre diferentes religiones, confesiones y creencias como componentes esenciales de la cultura de paz. La propuesta se inspiró en la iniciativa “A Common Word”, creada en 2007 para fomentar el entendimiento entre musulmanes y cristianos. El propósito de esta designación es destacar la importancia de fomentar la cooperación interreligiosa y la armonía entre las personas, subrayando que los principios morales de todas las creencias están orientados hacia la paz, la tolerancia y el entendimiento mutuo.

## Celebración
Esta semana se celebra anualmente durante la primera semana de febrero. La elección de esta semana se debe a la intención de crear un espacio de encuentro entre todas las religiones y creencias al inicio del año, estableciendo un tono de paz y colaboración. La primera celebración tuvo lugar en 2011, y desde entonces se organizan eventos como foros de diálogo, conferencias, encuentros interreligiosos que buscan promover la paz y la cooperación entre comunidades. Desde sus inicios, la celebración ha sido respaldada por diversos Estados miembros de la ONU y por organizaciones de la sociedad civil, quienes desarrollan iniciativas orientadas a consolidar la armonía y el entendimiento entre personas de distintos credos y culturas. La celebración también se ha extendido a diferentes ámbitos culturales y artísticos, como la creación de la canción “The Gift of Love” en 2015, compuesta por Sami Yusuf, un himno interconfesional que resalta la importancia de la armonía entre las religiones y se ha convertido en un símbolo de la semana.

## Temas
Algunos títulos de los temas
- 2012: La diáspora: una fuerza para el cambio positivo
- 2014: Tolerancia, reconciliación y perdón
- 2015: Oración interreligiosa, curación y servicios comunitarios en favor de la paz
- 2016: Construir puentes más allá de las fronteras
- 2019: El desarrollo sostenible a través de la Armonía Interconfesional
- 2022: Liderazgo espiritual y religioso para combatir el estigma y el conflicto durante la recuperación de la pandemia
- 2023: Armonía en un mundo en crisis